# 雪景湖
雪景湖（藏語：ཞོད་ཅན་མཚོ，威利转写：zhod can mtsho，THL：Zhöchen Tso）位于中国西藏自治区那曲市尼玛县境内，地处尼玛县北部，昆仑山与可可西里山之间的山间盆地内。湖面海拔4798米，面积53.1平方公里。湖区气候寒冷干燥，年均气温-4℃，年均降水量75～100毫米。湖水主要依靠地表径流补给，集水区面积2999.9平方公里，补给系数56.5。